# 崙子頂 (嘉義縣民雄鄉)
崙子頂，原寫為崙仔頂，是臺灣嘉義縣民雄鄉的一個傳統地域名稱，位於該鄉中部偏北北西，並延伸至北部邊界中央地帶。相較於今日行政區，其範圍大致包括鎮北村、崙頂村、東榮村北部凸出部分。

## 歷史
台灣日治初期，崙子頂地區為一街庄（舊制街庄），稱為「崙仔頂庄」，隸屬於打貓南堡。該庄西邊北段及北邊與三疊溪庄為鄰，東北一小段隔三疊溪與頂員林庄為界，東及東南與好收庄為鄰，南邊為打貓街，西邊為頂藔庄。
1901年（日治明治三十四年）11月11日，全台設置二十廳，該庄隸屬於嘉義廳。1904年（明治三十七年）2月15日，該庄編入「崙仔頂區」，隸屬於嘉義廳。1909年（明治四十二年）10月25日，全台整併二十廳為十二廳，該庄仍隸屬於嘉義廳。1910年（明治四十三年）1月18日，各區管轄區域調整，該庄改隸屬於嘉義廳的「打貓區」。
1920年（大正九年）10月1日，全台廢十二廳改設五州二廳，該庄改制並雅化為「崙子頂」大字，隸屬於臺南州嘉義郡民雄庄（新制街庄）。
戰後民雄庄改制為民雄鄉，隸屬於臺南縣，大字亦改制為村。1950年（民國39年）10月，雲、嘉、南分治，民雄鄉改隸屬於嘉義縣。

## 聚落
本地區發展較早的聚落有崙仔頂、虎尾藔等，在日治期初期的官方地圖上已有記載。

## 交通
台鐵縱貫線是台灣西部南北向鐵路幹線，經過本地區西部邊界地帶附近。最近的車站在北側為大林車站，在南側為民雄車站。兩站均屬三等站，均停靠部分自強號、莒光號列車及全部區間車；由此等可前往台鐵沿線各站。
省道台1線又稱「縱貫公路」，是臺北至楓港的傳統平面幹道，經過本地區西部邊界地帶。由該道路北行可前往溪口鄉東端、大林鎮、雲林縣大埤鄉/斗南鎮交界、斗南鎮等地，南行可前往民雄鄉民雄市區、嘉義市、嘉義縣水上鄉、臺南市後壁區、新營區等地。
鄉道嘉81線是頂寮至江厝店的道路。
鄉道嘉88線是崙尾至頂土庫的道路。
鄉道嘉88-1線是虎尾寮至頂土庫的道路。
鄉道嘉105線是虎尾寮至北勢仔的道路。
鄉道嘉106線是菁埔至大草埔的道路。

## 學校
- 東榮國小